# Elugelab

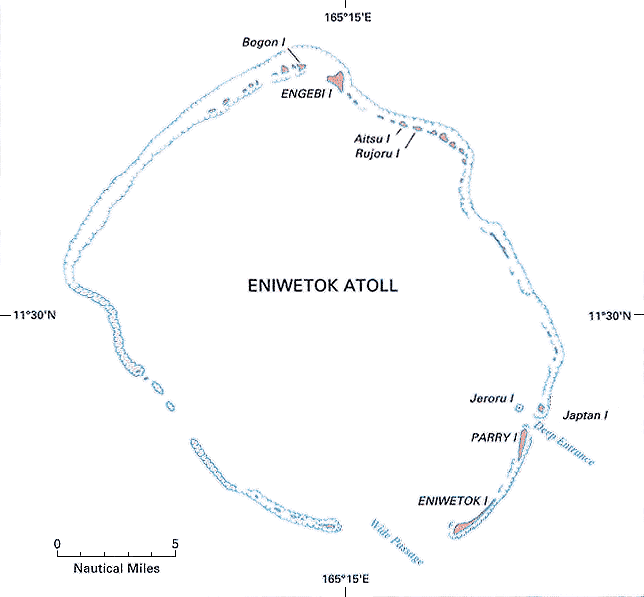
Carte de l’atoll d'Eniwetok.

Elugelab, ou Elugelap (du marshallais Āllokļap), était un îlot de l'atoll d'Eniwetok situé aux îles Marshall dans l'océan Pacifique. Cet îlot est connu pour avoir été le lieu d'essai de la première bombe à hydrogène Ivy Mike par les États-Unis.

## Cratères
Les États-Unis y testèrent leur première bombe à hydrogène le 1er novembre 1952. L'explosion d'une puissance de 10,4 Mt a détruit l'îlot, laissant d'importantes séquelles : le sol a été littéralement pulvérisé sur une zone circulaire de 1,6 km de large, laissant un énorme trou vitrifié de 50 m de profondeur.

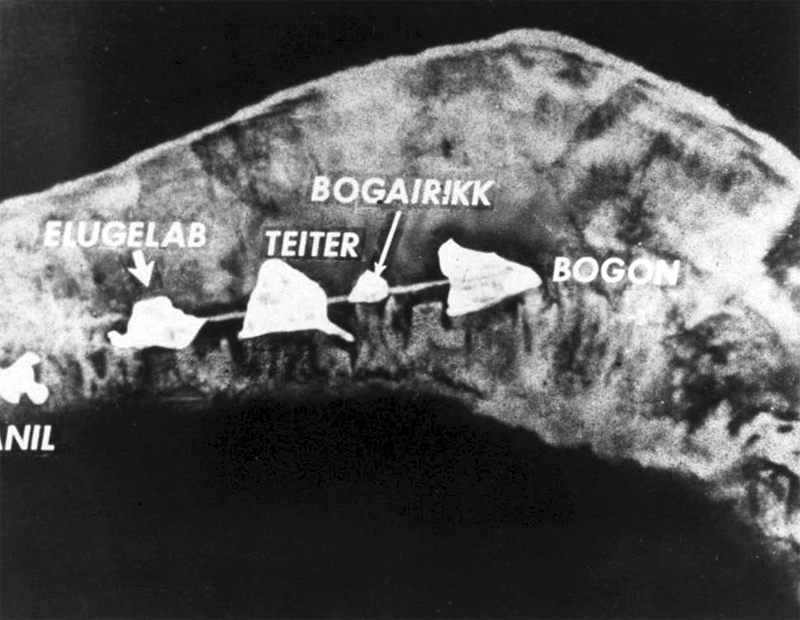
L'atoll d'Eniwetok, avant l'essai Mike. L'îlot est sur la gauche.
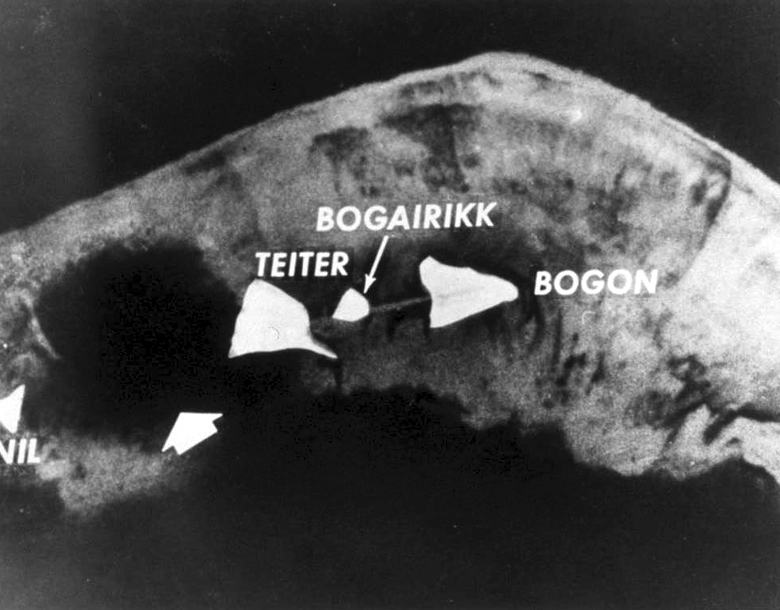
L'atoll d'Eniwetok, après l'essai Mike. L'îlot Elugelab a disparu.

Le cratère fut de nouveau le théâtre de deux autres explosions nucléaires, en utilisant une barge à chaque fois, les tests Apache le 8 juillet 1956 (1,9 Mt de puissance) et Huron le 21 juillet 1956 (250 kt) lors de l'opération Redwing.
L'îlot voisin de Teiter, juste un peu plus à l'est, a été détruit par le test Castle-Nectar (arme à fission boostée de 1,69 Mt) le 5 avril 1954. Encore un peu plus à l'est, le test Seminole (13,7 kt) a creusé un cratère plus petit (201 m de diamètre pour 9,8 m de profondeur) sur l'îlot de Bogon le 6 juin 1956. D'autres cratères sont visibles sur les îlots Runit, Aomon, Rujoru et Ebiriru.

## Impacts

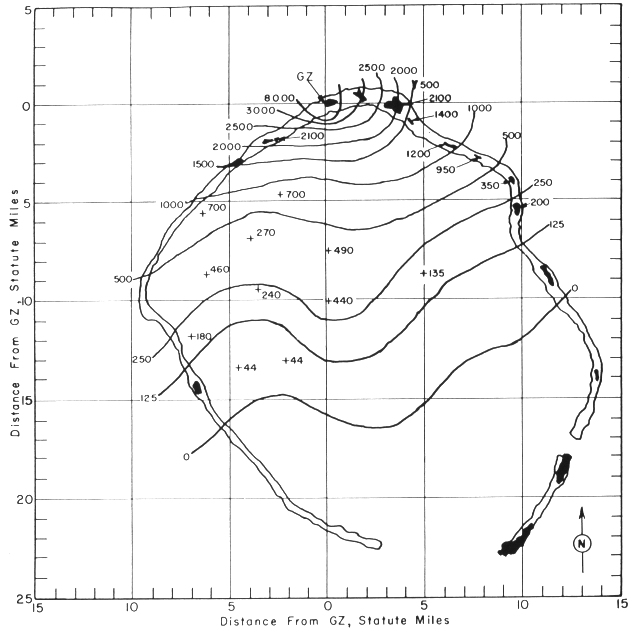
Carte de l'intensité des radiations mesurées quelques heures après l'explosion.

Des impacts environnementaux ont eu lieu sur l'environnement marin proche et moins proche. Une pollution de l'atmosphère a également été inévitable. Il ne semble pas exister de documents publics précis sur cette question.
Un programme de réhabilitation fut mis en place à partir de 1977, l'Enewetak Radiological Support Project, mettant fin à l'utilisation du site à des fins militaires. 4 000 militaires américains furent employés dans le cadre de ce programme. Les opérations de dépollution se concentrèrent sur le retrait et le confinement du plutonium et d'autres éléments radioactifs lourds sous un sarcophage de béton spécial. L'adéquation de la procédure de décontamination fut remise en question en raison de la présence de cesium-137 dans la chaîne alimentaire.
L'atoll fut repeuplé à partir de 1980. Durant 17 ans, sa population fut alors soumise à des contrôles réguliers.